# Eratasthelys
Eratasthelys is een geslacht van weekdieren uit de klasse van de Gastropoda (slakken).

## Soort
- Eratasthelys corona Marshall, 1991